# San Gregorio Matese
San Gregorio Matese är en ort och kommun i provinsen Caserta i regionen Kampanien i Italien. Kommunen hade 946 invånare (2017).